# Whina Cooper

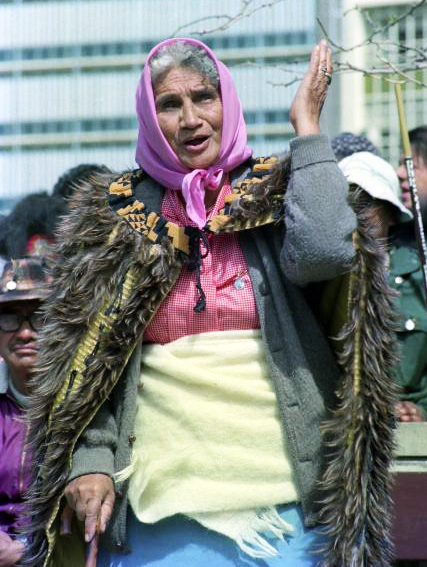
Whina Cooper während des Māori-Landmarschs 1975

Dame Whina Cooper ONZ, DBE, (* 9. Dezember 1895 in Te Karaka, Far North District, Northland, Neuseeland, als Josephine Te Wake; † 26. März 1994 in Panguru, Far North District, Neuseeland) war Aktivistin, Symbolfigur des Māori Land Rights Movement und Gründungspräsidentin der Māori Women’s Welfare League.

## Leben

### Kindheit und Jugend
Josephine Te Wake wurde auf dem Erdboden einer Küche geboren. Ihr Vater war Heremia Te Wake, Chief der Ngati Manawa und Te Kaitutae hapū (Clan) von Te Rarawa und Sohn eines amerikanischen Walfängers. Ihre Mutter, bei ihrer Geburt erst 15 Jahre alt, war Kare Pauro Kawatihi von Te Rarawa und Nachfahre der Taranaki. Josephine war das erste Kind aus der zweiten Ehe ihres Vaters, der bereits 67 Jahre alt war, als sie zur Welt kam. Ihre Geburt soll dramatisch gewesen sein. Erst tot geglaubt und noch schnell als Junge mit dem Namen Joseph getauft, stellte sich ihr erster Atemzug sehr spät ein. Nachdem ihr Vater seinen Irrtum erkannt hatte, änderte er ihren Namen Joseph in Josephine um. Sie selbst nutzte später mit Whina nur noch die maorische Abkürzung ihres Namens. Whina hatte eine zwei Jahre jüngere Schwester, Heretute, sowie vier Halbbrüder und drei Halbschwestern aus der ersten Ehe ihres Vaters.
Whina erhielt in jungen Jahren ihre Ausbildung in der Kultur der Māori und ihre katholische Glaubenserziehung von ihrem Vater. Mit sieben Jahren besuchte sie die sechs Meilen entfernte Native School der Gegend, war früh an Geschichte und Ahnenforschung interessiert und konnte 1907 mit finanzieller Unterstützung von James Carrol, Minister für Māori-Angelegenheiten, der ein Freund ihres Vaters war, das St Joseph's Māori Girls' College in Napier besuchen.

### Erste Ehe
Als sie 1911 ins Elternhaus zurückkam, lehnte sie eine von ihrem Vater arrangierte Heirat mit Tureiti Te Heuheu Tukino V., einem verwitweten Chief der Ngati Tuwharetoa, ab. Am 10. Mai 1917 heiratete sie heimlich Richard Gilbert aus Ngunguru, was zum Konflikt mit der Familie führte: Sie wurde dafür von ihren Geschwistern verstoßen. Als ihre Eltern 1918 starben, ihre Mutter im Juni und ihr Vater im November, wurde sie mit ihrem Mann Richard von ihrem ältesten Bruder aus dem Elternhaus geworfen, blieb aber auf dem Land der Familie in Te Karake. 1918 wurde ihre Tochter geboren, 1919 bekam sie einen Sohn.
1932 lernte sie während der Zusammenarbeit in einem Entwicklungsprojekt ihren späteren zweiten Mann William Turakiuta Cooper kennen. Obwohl sie noch verheiratet war und ihr Mann an Krebs erkrankte, ging sie eine Liebesaffäre mit Cooper ein. Als ihr Mann im März 1935 an seinem Krebsleiden starb, war sie bereits von Cooper schwanger.

### Zweite Ehe
Die Ankündigung kurz nach Richards Tod, Cooper heiraten zu wollen, erfüllte die Kirche und die Māori-Gemeinschaft, in der sie sehr engagiert und anerkannt war, mit Entsetzen. Sie verließ die Gemeinschaft und zog mit Cooper nach Kamo. Aus ihrer Verbindung mit Cooper gingen vier Kinder hervor. Am 21. Februar 1941 heirateten sie schließlich in Otiria und zogen nach Panguru, in ihre alte Heimat. Die Familie hatte einen schweren Stand in der Kommune, aber Cooper setzte sich mit ihrem Engagement in der Gemeinschaft schließlich durch.

### Leben allein
Im August 1949 starb Coopers zweiter Mann. Sie verkaufte einen Teil ihres Landes und gab den Rest an die Nachkommen ihrer Familie. Sie selbst zog nach Grey Lynn, in einen Stadtteil im Westen von Auckland City. Bei der Verleihung des CBE des Order of the British Empire im Jahre 1974 teilte sie einem Reporter des Auckland Star mit, dass auch auf Grund ihrer angeschlagenen Gesundheit nun ihr öffentliches Leben vorbei sei. Doch es sollte anders kommen (siehe #Politisches Wirken). 1983 ging sie zurück nach Panguru am Hokianga Harbour. 
Sie starb dort 98-jährig am 26. März 1994. Mehrere Tausend Menschen nahmen an der Tangihanga (deutsch: Ritus für die Toten) und ihrer Beerdigung teil. Mehr als eine Million Menschen sahen im neuseeländischen Fernsehen die Übertragung der Beerdigungszeremonie.

## Berufliche Laufbahn
Whina Cooper startete ihre berufliche Laufbahn 1911 als 16-Jährige in dem Geschäft einer lokalen Genossenschaft. 1913 ging sie als Referendarin an die Pawarenga Native School im südlichen Bereich des Whangapē Harbour. Doch die Arbeit frustrierte sie, so dass sie ein Jahr später eine Hauswirtschaftsstelle im katholischen Pfarrhaus in Rawene annahm und dort für zwei Jahre blieb.
1916 ging sie zurück ins Elternhaus und arbeitete weiter in der örtlichen Kooperative. Nach ihrer Heirat mit Richard Gilbert trug sie mit harter Arbeit auf einer Kauri-Gummiplantage zum Lebensunterhalt der Familie bei.
Als 1920 ein neuer Pfarrer in die Gemeinde kam, erkannte er ihre Fähigkeiten und lieh ihr Geld für den Aufbau eines Stores. Sie ergriff ihre Chance und entwickelte in nur drei Jahren einen florierenden Laden, durch den sie alle ihre Schulden zurückzahlen konnte. Cooper verband ihr Geschäft mit ihrem sozialen und politischen Engagement und wurde schnell zu einer führenden Figur in der örtlichen Kirche und der Gemeinde.

## Politisches Wirken
Whina Coopers erstes politisches Engagement begann 1913 mit 18 Jahren, als sie als Anführerin einer Umweltaktivistengruppe für den Erhalt eines Wattgebietes in ihrer Heimat kämpfte. Das Gebiet, welches dem Wechsel von Ebbe und Flut unterlag, diente den Maori zum Ernten von Meeresfrüchten. Als ein weißer Farmer versuchte, das Feuchtgebiet trockenzulegen, sorgte die Gruppe unter ihrer Führung aktiv dafür, dass immer wieder Wasser in das Biotop laufen konnte. Zwar wurde sie wegen Hausfriedensbruchs angeklagt, erreichte aber mit ihrer Gruppe, dass die Verpachtung des Feuchtgebietes von dem Marine Department rückgängig gemacht wurde.

### Lokales Wirken
Nach der Chance für den Aufbau ihres Geschäftes wurde sie neben ihrem sozialen Engagement in der Kommune auch sofort politisch aktiv. 1923 berief sie in ihrer Gemeinde eine Versammlung ein mit dem Ziel, den Namen des Ortes wegen Verwechslungsmöglichkeiten von Whakarapa in Panguru zu ändern. Sie gründete die New Zealand Farmers’ Union und wurde als Frau ihre erste Präsidentin. Schnell wurde sie zu einer führenden Person in der Kirche und in der Kommune.
Cooper spielte Hockey und war Trainerin für Rugby und Basketball, trainierte ein Komitee von Frauen, Versammlungen und Spendenkampagnen zu organisieren, und eröffnete, frustriert über die Konventionen in der Gemeinschaft der Māori, wo Frauen in Versammlungen nicht sprechen durften, ein eigenes Gemeindezentrum mit dem Namen Parish Hall. Sie gründete ein Hospital und siedelte alles um ihr Geschäft herum an. So übernahm sie die traditionelle Rolle und Funktionen eines Marae in der Gemeinde und war in den 1930ern als Māori-Chief unangefochten.
1929 machte es Apirana Ngata als Minister für Māori-Angelegenheiten per Gesetzesänderung möglich, dass Māori öffentliche Gelder für Entwicklungsmaßnahmen leihen konnten. Cooper ergriff die Chance, lud den Minister im August 1932 ein und organisierte elf Entwicklungsprojekte, die 98.000 Acre Land umfassten. Sie wurde für zwei der Projekte zum offiziellen Supervisor ernannt und für die anderen neun die inoffizielle Beraterin. Neun Monate später bekam sie mit dem Besuch des damaligen  Premierministers George William Forbes eine Öffentlichkeit für ihre Vorzeigeprojekte, mit denen sie in ganz Neuseeland bekannt wurde.
Nach der Heirat mit William Turakiuta Cooper legte sie auf Grund des öffentlichen Drucks alle ihre Ämter nieder.

### Wirken auf Landesebene

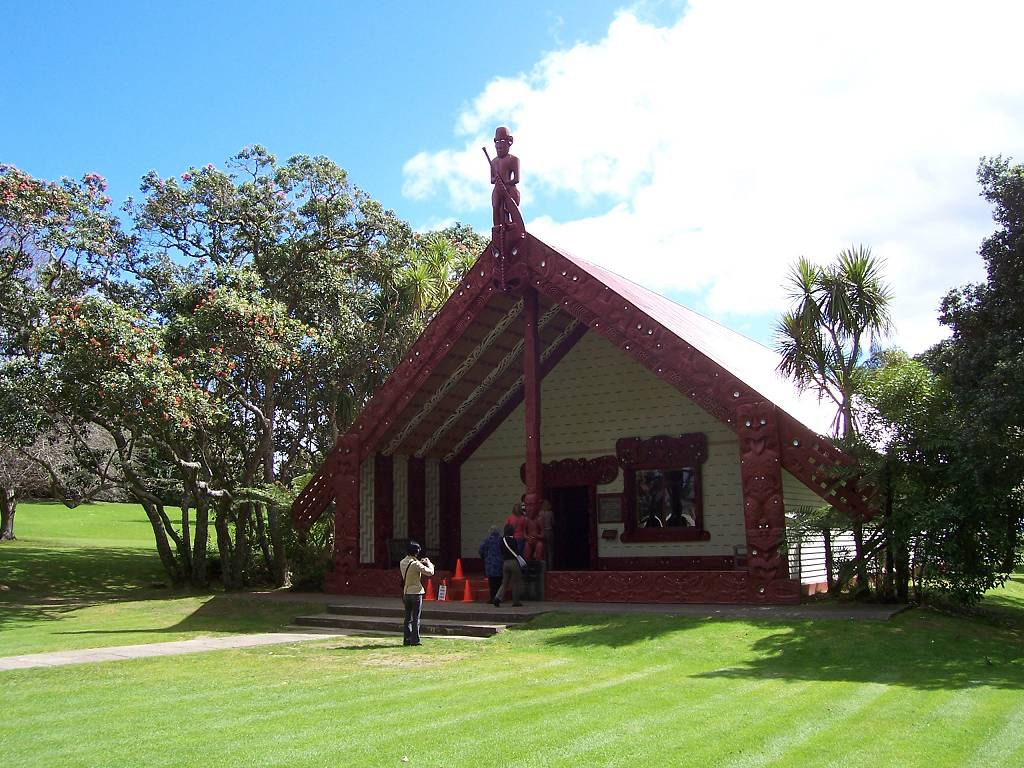
Te Whare Runang in Waitangi

Auf öffentlicher Bühne zurück war Whina Cooper im Februar 1940, als sie die Bewirtung für die Eröffnung des Versammlungshauses Te Whare Runanga in Waitangi organisierte.
Mit Ausbruch des Zweiten Weltkriegs organisierte sie Geldsammlungen für die Māori War Effort Organisation, die das im Oktober 1939 gegründete und rein aus Māori bestehende 28. Infanteriebataillon unterstützte.
Im September 1951 wurde sie auf der Gründungskonferenz der Māori Women’s Welfare League, an deren Zustandekommen sie maßgeblich mitgewirkt hatte, zur ersten Präsidentin gewählt. Sie bekam damit eine Position, die sie mit all ihrer Kraft und Energie ausfüllte. Eine der ersten Initiativen der Organisation, initiiert von ihr, war die Untersuchung der Lebenssituationen der Māori in Auckland, welche schließlich zur Verbesserung ihrer Wohnsituation führte. Die League machte ebenso die Defizite in Bildung, die Kriminalität und die rassistische Diskriminierung am Arbeitsplatz, im Gesundheitssystem und in der Wohnsituation öffentlich. Als eine der ersten landesweit organisierten Māori-Organisationen wurden deren Einwände und Eingaben erstmals von Politikern und Regierungsbehörden ernst genommen.
Whina Cooper reiste durch das gesamte Land und gründete lokale und regionale Untergliederungen. 1956 hatte die Organisation bereits mehr als 300 Untergliederungen, 88 so genannte District Councils (Distrikträte) und mehr als 4000 Mitglieder. 1957 wurde sie allerdings aufgefordert, sich zurückzunehmen, da sie teilweise an den Gremien der Organisation vorbei arbeitete und sie überging; doch auf der Jahreskonferenz 1958 wurde sie von der Organisation als Te Whaea o te Motu (Mutter der Nation) geehrt. Sie wurde damit zur bekanntesten Māori-Frau in Neuseeland.
1963 trat sie als Unabhängige für das Māori Electorate Northern Māori zu den Parlamentswahlen an, erreichte aber nur den sechsten Platz. 1968 veranstaltete sie im Carlaw Park in Auckland einen Festumzug zum Waitangi Day, um Māori und Pākehā die Bedeutung des Treaty of Waitangi zu verdeutlichen.

### Māori-Landmarsch von 1975
Obwohl Cooper 1974 bereits angekündigt hatte, sich aus dem öffentlichen Leben zurückziehen zu wollen, und obwohl sie gesundheitlich bereits beeinträchtigt war, ließ sie sich nach anfänglichem Widerstand für die Kampagne zur Sicherung der Landrechte der Māori und gegen die Enteignung und Landnahme von Māori-Land von der im Februar 1975 neugegründeten Organisation Te Roopu Ote Matakite (deutsch: Die Leute mit Weitblick) als Aktivistin und Führungspersönlichkeit gewinnen.
Der monatelang gut vorbereitete Protestmarsch startete am 14. September 1975 in Te Hapua, an der Nordspitze Neuseelands, mit Whina Cooper, 79-jährig, in der ersten Reihe. Nach mehr als 1000 km Fußmarsch, bis hinunter nach Wellington, erreichte Whina Cooper an der Spitze des rund 5000 Menschen zählenden Protestzugs und unter den Augen einer großen Öffentlichkeit am 13. Oktober 1975 das Parlamentsgebäude und übergab mit ihren Mitstreitern das Memorial of Right mit über 200 Unterschriften der Ältesten aller Māori-Stämme in Neuseeland und rund 60.000 Unterschriften, gesammelt auf dem 29 Tage dauernden Marsch.

### Ihr letzter öffentlicher Auftritt
Am 24. Januar 1990 sprach Whina Cooper in der Eröffnungszeremonie der 14. Commonwealth Games in Auckland vor ihrem wohl größten Publikum unter anderem die Worte: „Let us all remember that the Treaty was signed so that we could all live as one nation in Aotearoa“ (deutsch: Lasst uns daran erinnern, dass der Vertrag dafür unterzeichnet wurde, dass wir alle als eine Nation in Aotearoa (Neuseeland) leben können).

## Auszeichnungen
- 1953: MBE Member of Order of the British Empire
- 1974: CBE Commander of Order of the British Empire
- 1980: DBE Dame Commander of Order of the British Empire
- 1989: Global 500 Award des United Nations Environment Programme (UNEP)[4]
- 1991: Order of New Zealand[5]